# Natalie Cole
Natalie Maria Cole, ameriška pevka, tekstopiska, filmska ter televizijska igralka, * 6. februar 1950, Chicago,  † 31. december 2015, Los Angeles.
Natalie je hči znanega ameriškega glasbenika Nata Kinga Cola. V glasbi se je uveljavila sredi 70. let 20. stoletja kot R&B izvajalka s hiti "This Will Be", "Inseparable" (1975) in "Our Love" (1977). Ponovno je uspela leta 1987 s pop albumom Everlasting in priredbo pesmi Brucea Springsteena, "Pink Cadillac". V 90. letih 20. stoletja je na novo posnela očetove pesmi, ki jih je zbrala v albumu Unforgettable... with Love. Album je postal njena navečja uspešnica, saj je bilo po svetu prodanih več kot 7 milijonov kopij, Natalie pa je zanj prejela kar sedem nagrad Grammy. Po svetu je bilo skupaj prodanih več kot 30 milijonov njenih albumov. Umrla je 31. decembra 2015 v Cedars-Sinai Medical Centru v Los Angelesu, Kalifornija, zaradi odpovedi srca.

## Diskografija
- 1975: Inseparable
- 1976: Natalie
- 1977: Unpredictable
- 1977: Thankful
- 1979: I Love You So
- 1980: Don't Look Back
- 1981: Happy Love
- 1983: I'm Ready
- 1985: Dangerous
- 1987: Everlasting
- 1989: Good to Be Back
- 1991: Unforgettable... with Love
- 1993: Take a Look
- 1994: Holly & Ivy
- 1996: Stardust
- 1996: A Celebration Of Christmas (skupaj z Josejem Carrerasom in Placidom Domingom)
- 1999: Snowfall on the Sahara
- 2002: Ask a Woman Who Knows
- 2006: Leavin'
- 2008: Still Unforgettable
- 2008: Caroling, Caroling: Christmas with Natalie Cole
- 2010: The Most Wonderful Time of the Year
- 2013: Natalie Cole en Español

## Filmografija
| Leto | Naslov                              | Vloga                 | Opombe                                                   |
| ---- | ----------------------------------- | --------------------- | -------------------------------------------------------- |
| 1990 | Comic Relief                        | Ona                   | HBO special                                              |
| 1992 | A Tribute to Nat King Cole          | Ona                   | BBC special                                              |
| 1997 | Cats Don't Dance                    | Sawyer (pevski glas)  | Animirani film                                           |
| 1998 | Always Outnumbered                  | Lula Brown            |                                                          |
| 2004 | De-Lovely                           | nastopajoči glasbenik |                                                          |
| 2006 | Grey's Anatomy                      | Mrs. Booker           | 2. seazona 2. epizoda: "Band-Aid Covers the Bullet Hole" |
| 2007 | Studio 60 on the Sunset Strip       | nastopajoči glasbenik | Epizoda 14: "The Harriet Dinner" (Pt. 2)                 |
| 2012 | RuPaul's Drag Race                  | Ona/sodnica           | Sezona 4 epizode: "Glamazons vs. Champions"              |
| 2012 | "Nat King Cole: Afraid Of The Dark" | Ona                   | STARS/ENCORE                                             |

## Nagrade in dosežki

### Nagrade Grammy
Grammyje podeljuje enkrat letno National Academy of Recording Arts and Sciences. Natalie je v karieri osvojila 9 nagrad od 21 nominacij.
| Leto | Kategorija                                    | Nominiran                                 | Izid       |
| ---- | --------------------------------------------- | ----------------------------------------- | ---------- |
| 1976 | Najboljši novi ustvarjalec                    | Natalie Cole                              | Osvojila   |
| 1976 | Najboljša R&B vokalistka                      | "This Will Be"                            | Osvojila   |
| 1977 | Najboljši ženski pop vokalni nastop           | Natalie                                   | Nominirana |
| 1977 | Najboljši ženski pop vokalni nastop           | "Sophisticated Lady"                      | Osvojila   |
| 1978 | Najboljša R&B vokalistka                      | "I've Got Love on My Mind"                | Nominirana |
| 1979 | Najboljša R&B vokalistka                      | "Our Love"                                | Nominirana |
| 1980 | Najboljša R&B vokalistka                      | I Love You So                             | Nominirana |
| 1988 | Najboljša R&B vokalistka                      | Everlasting                               | Nominirana |
| 1990 | Najboljša R&B vokalistka                      | Good to Be Back                           | Nominirana |
| 1990 | Najboljši R&B duet ali vokalna skupina        | "We Sing Praises" (with Deniece Williams) | Nominirana |
| 1992 | Album leta                                    | Unforgettable… with Love                  | Osvojila   |
| 1992 | Album leta                                    | "Unforgettable" (with Nat King Cole)      | Osvojila   |
| 1992 | Najboljši tradicionalni vokalni album         | "Unforgettable" (with Nat King Cole)      | Osvojila   |
| 1992 | Najboljši jazz vokalni nastop                 | Long 'Bout Midnight                       | Nominirana |
| 1994 | Najboljši jazz vokalni nastop                 | Take a Look                               | Osvojila   |
| 1997 | Najbojše sodelovanje pop glasbenika z vokalom | "When I Fall in Love" (z Nat King Coleom) | Osvojila   |
| 1997 | Najboljši tradicionalni pop vokalni nastop    | Stardust                                  | Nominirana |
| 2003 | Najbojše sodelovanje pop glasbenika z vokalom | "Better Than Anything" (z Diano Krall)    | Nominirana |
| 2003 | Najboljši jazzovski vokalni album             | Ask a Woman Who Knows                     | Nominirana |
| 2007 | Najboljši R&B vokalist                        | "Day Dreaming"                            | Nominirana |
| 2009 | Najboljši tradicionalni pop vokalni album     | Still Unforgettable                       | Osvojila   |

Latino Grammyji
Latino Grammy se podeljuje vsako leto s strani Latin Academy of Recording Arts & Sciences.
| Leto | Kategorija                                | Nominiran album                         | Izid       | Ref.  |
| ---- | ----------------------------------------- | --------------------------------------- | ---------- | ----- |
| 2013 | Album leta                                | "Bachata Rosa" (s Juanom Luisom Guerro) | Nominirana | [ 8 ] |
| 2013 | Album leta                                | Natalie Cole en Español                 | Nominirana | [ 8 ] |
| 2013 | Najboljši tradicionalni pop vokalni album | Natalie Cole en Español                 | Nominirana | [ 8 ] |

### Druge nagrade
| Leto       | Nagrajevalec                | Kategorija                                                                                         | Izid       | Ref.          |
| ---------- | --------------------------- | -------------------------------------------------------------------------------------------------- | ---------- | ------------- |
| 1977, 1978 | American Music Award        | Najboljša ustvarjalka – Soul / Rhythm & Blues                                                      | Osvojila   |               |
| 1991       | American Music Award        | Najboljša ustvarjalka – sodobna odrasla                                                            | Osvojila   |               |
| 1993       | George & Ira Gershwin Award | Za življenjsko delo na področju glasbe                                                             | Osvojila   | [ 9 ]         |
| 1999       | Songwriters Hall of Fame    | Nagrada Hitmaker                                                                                   | Osvojila   | [ 10 ]        |
| 2000       | NAACP Image Awards          | Izjemna igralka televizijskem filmu, mini seriji ali drami: Livin for Love: The Natalie Cole Story | Osvojila   | [ 11 ]        |
| 2001       | NAACP Image Awards          | Izjemen album                                                                                      | Nominirana |               |
| 2002, 2009 | NAACP Image Awards          | Najboljši jazzovski ustvarjalec                                                                    | Osvojila   | [ 12 ] [ 13 ] |
| 2010       | Society of Singers          | Nagrada za življenjsko delo Združenja pevcev                                                       | Osvojila   | [ 14 ]        |
| 2014       | NAACP Image Awards          | Izjemen World Music album: Natalie Cole en Español                                                 | Osvojila   | [ 15 ]        |